# Williams X-Jet
Le X-Jet, créé par le constructeur-motoriste américain  Williams Research Corporation - depuis Williams International -,  pendant les années 1970, était un petit aéronef à décollage et atterrissage verticaux (ADAV) monoplace léger, doté de patins et propulsé par un turboréacteur issu d'un missile de croisière.

## Conception et développement
D'autres appareils de type ADAV conçus et développés par la société Williams incluaient une « ceinture volante propulsée par réaction » (en anglais : « jet-powered flying belt »), développée en 1969, qui était propulsée par un turbofan Williams WR19, et le prédécesseur du X-Jet, le WASP I (pour « Williams Aerial Systems Platform »), développé pendant les années 1970 et propulsé par la version plus puissante WR19-9 BRP5, tarée à 2,98 kN de poussée et disposant d'une consommation spécifique de carburant de 13,31 g kN−1 s−1.
Le WASP II employait une version légèrement modifiée et moins puissante du WR-19-A7D — qui produisait une poussée de 2,67 kN —, alors désignée WR19-7 et produisant une poussée de 2,53 kN. Bien que moins puissante, elle était également moins gourmande en carburant et donnait ainsi une plus grande autonomie à l'appareil. Les modifications appliquées au moteur concernaient les accessoires — remplacement du démarreur pyrotechnique par un système de démarrage électrique et à air compriné — et des modifications du système d'échappement. Aucune modification interne ne fut appliquée aux soufflantes contrarotatives. Le premier vol piloté non-captif fut réalisé en avril 1980, l'appareil étant alors redésigné « X-Jet ». Ray Le Grande était l'un des opérateurs du WASP II formés par Williams International pour piloter le X-Jet.
Surnommé « la chaire volante » (en anglais : « The Flying Pulpit ») en raison de sa forme très particulière, il était conçu pour transporter une seule personne en position debout, qui devait le contrôler en se penchant dans la direction voulue et en contrôlant la puissance de son moteur. Il pouvait se déplacer dans toutes les directions, accélérer rapidement, faire du vol stationnaire et pivoter sur son axe vertical, mais également rester en vol jusqu'à 45 minutes et atteindre des vitesses de près de 97 km/h. Appareil beaucoup plus stable qu'il pouvait laisser paraître, il fut évalué par l'US Army au cours des années 1980 mais jugé inférieur aux capacités des hélicoptères et des petits aéronefs sans pilote, et son développement fut arrêté en 1989,.
Le brevet no 4447024 fut déposé pour le X-Jet en février 1982. Les informations et dessins techniques sont disponibles au United States Patent and Trademark Office.

## Versions
- WASP I : Première version, dotée d'un moteur WR19-9 BRP5 de 2,98 kN de poussée[2] ;
- WASP II : Deuxième version, doté d'un moteur WR19-7 de 2,53 kN de poussée, moins puissant mais plus économe en carburant[2] ;
- X-Jet : Désignation donnée au WASP II lors du dépôt du brevet le concernant, en 1982[2],[3].

## Spécifications techniques (X-Jet)

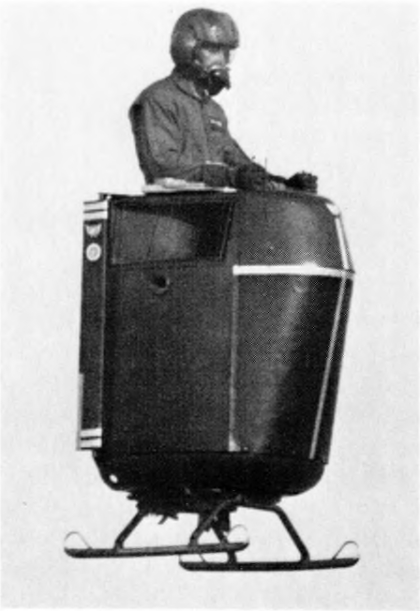
Un WASP II testé en vol par l'US Army, en 1982.

Données de AviationsMilitaires.net
Caractéristiques générales
- Équipage : 1 pilote
- Longueur : env. 1,0 m
- Envergure : 0 m
- Hauteur : 1,22 m
- Surface alaire : 0,4 m2
- Masse à vide : 182 kg
- Masse typique : 250 kg
- Moteur : 1 turbofan Williams F107 modifié, 2,6 kN de poussée

 Performances 
- Vitesse maximale : 97 km/h
- Plafond : 3 049 m (1 000 ft)
- Charge alaire : 454,73 kg/m2
- Rapport poids-poussée : 1.11
- Endurance : entre 30 et 45 minutes

## Exemplaires préservés
Un exemplaire du X-Jet est en exposition au Museum of Flight de Seattle, dans l'État de Washington, aux États-Unis.